# Целинный (Ставропольский край)
Цели́нный — посёлок в Будённовском районе (муниципальном округе) Ставропольского края России.

## География
На севере: урочище Звенигородское.
На востоке: посёлок Прогресс
На юго-востоке: село Искра
На западе: балка Пошолкина
Расстояние до краевого центра: 150 км.
Расстояние до районного центра: 38 км.

## История
В соответствии с Указом Президиума Верховного Совета РСФСР от 21 сентября 1964 года посёлок Первая ферма совхоза «Большевистская искра» был переименован в посёлок Целинный.
До 16 марта 2020 года посёлок входил в состав сельского поселения Искровский сельсовет.

## Население
| 1989 | 2002 | 2010 | 2012 | 2014 |
| ---- | ---- | ---- | ---- | ---- |
| 355  | ↘296 | ↘284 | ↘276 | ↗300 |

По данным переписи 2002 года в национальной структуре населения русские составляли 66 %, даргинцы — 30 %.